# Sophie Roux
Sophie Roux, née en 1966, est une philosophe française qui a travaillé en histoire et philosophie des sciences. Elle a été maître de conférences à l'université Grenoble-II (2002-2012), où elle a codirigé l'équipe d'accueil Philosophie, Langages & Cognition. Depuis 2012, elle est professeure à l'ENS.

## Biographie
Après le baccalauréat obtenu en 1982 et les classes préparatoires, Sophie Roux a intégré l'École normale supérieure de jeunes filles à Paris en 1984, l'année précédant la fusion avec l'ENS de Paris. Son mémoire de maîtrise, soutenu en 1986, est consacré à la théorie du mouvement chez Leibniz ; son mémoire de DEA de philosophie traite de Montesquieu – ces deux travaux ont été dirigés par Michel Serres. Elle est également diplômée d'un DEA d'histoire des sciences (Les Fonctions de l'éther dans les systèmes physiques du xviie siècle, dirigé par Ernest Coumet, en 1993). Elle est agrégée de philosophie. Sa thèse de doctorat, soutenue en 1996 à l'EHESS, a été consacrée à la philosophie mécanique dans les années 1630-1690 (dirigée également par Ernest Coumet).

## Publications

### Monographies
- L'Essai de logique de Mariotte : archéologie des idées d'un savant ordinaire, Paris, Classiques Garnier, coll. « Histoire et philosophie des sciences » (no 2), 2011, 263 p. (ISBN 978-2-8124-0308-8, DOI 10.15122/isbn.978-2-8124-4506-4, lire en ligne).

### Direction d'ouvrages

#### Ouvrages collectifs
- Retours sur l'Affaire Sokal, Paris, L’Harmattan, coll. «Histoire des sciences», 2007.
- (en) Mechanics and Natural Philosophy before the Scientific Revolution, avec W. R. Laird, Dortrecht/ Boston/ London, Kluwer Academic Publishers, coll. «Boston Studies in the Philosophy of Science», 2007.
- (en) Mechanics and Cosmology in the Medieval the Early Modern Period, avec M. Bucciantini et M. Camerota, Olschki, Firenze, coll. «Nuncius», 2007.
- (en) Thought experiments in methodological and historical contexts, avec K. Ierodiakonou,Leiden : Brill, coll. «Medieval and early modern science», 2011.
- La mathématisation comme problème, avec Hughes Chabot, Paris, Ed. des archives contemporaines, 2011.
- (en) The mechanization of natural philosophy avec Daniel Garber, Springer, 2013

#### Numéros de revues
- Irène Passeron et Sophie Roux (dir.), Histoire des jeux, jeux de l'histoire : journées Ernest Coumet (numéro spécial de la Revue de synthèse, 4e série, nos 2-3-4, avril-décembre 2001), Leyde, éditions Brill (présentation en ligne)
- Sarah Carvallo et Sophie Roux (dir.), Du nouveau dans les sciences, vol. 24 (numéro spécial de Recherches sur la philosophie et le langage), janvier 2007, 560 p. (ISBN 978-2-7116-8388-8, présentation en ligne)
- Pierre Édouard Bour et Sophie Roux (dir.), Lambertiana (numéro spécial de Recherches sur la philosophie et le langage issu des Journées en l'honneur de Jacques Lambert, Grenoble, septembre 2007), Vrin, coll. « Recherches sur la philosophie et le langage », avril 2010, 470 p. (ISBN 978-2-7116-8401-4, présentation en ligne)

### Articles
- « La philosophie naturelle d'Honoré Fabri (1607-1688) », dans Étienne Fouilloux et Bernard Hours, Les Jésuites à Lyon, XVIe – XXe siècle, ENS Éditions, coll. « Sociétés, Espaces, Temps », 1er janvier 2005, 280 p. (ISBN 978-2-84788-075-5, ISSN 1258-1135)[5]

## Sources
1. ↑  (BNF 15520612)
2. ↑  plc.upmf-grenoble.fr
3. ↑  « L'annuaire », sur ens.fr (consulté le 2 mai 2023).
4. ↑  Page personnelle de Sophie Roux.
5. ↑  (en) Richard Costigan, « Les jésuites à Lyon, XVIe – XXe siècle », The Catholic Historical Review, vol. 93, no 1,‎ 2007 :« A very interesting article »